# Зниклий герой
«Зниклий герой» (англ. The Lost Hero) — роман у жанрі фентезі з серії «Герої Олімпу». Сюжет заснований на грецькій та римській міфологіях. Роман є продовженням серії «Персі Джексон та Олімпійці».
Книга отримала в основному позитивні відгуки і потрапила в список бестселерів. Перша книга із серії «Табір напівкровок», де розповідь ведеться від імені Джейсона, Пайпер та Лео.

## Розробка та просування
Після того як письменник зрозумів, як багато грецьких і римських міфів він залишив недоторканими, а також величезний успіх оригінальної серії, Ріордан почав писати цикл книг «Герої Олімпу». Після створення сюжетної лінії, Ріордан створив трьох нових головних героїв — Джейсона, Пайпер і Лео, — але продовжував використовувати попередніх персонажів з серій «Табір напівкровок», таких як Аннабет Чейз, або Ніко ді Анджело.
На відміну від циклу «Персі Джексон і Олімпійці», який розповідається від першої особи Персі Джексона, цикл «Герої Олімпу» розповідається з точки зору різних головних героїв (в даній книзі розповідь ведеться від імені Джейсона, Пайпер і Лео), які чергуються між собою. Хоча спочатку було не ясно, як фанати відреагують на зміни, після виходу книги стало відомо, що читачам подобається новий формат, так як він дозволяє їм дізнатися більше про характер кожного персонажа.

## Сюжет
Книга розповідає про перших трьох героїв з Другого Великого Пророцтва: Джейсона Грейсі (сина римського Юпітера), який отримав амнезію (завдяки богині Гері), Пайпер Маклін (доньки Афродіти) та Лео Вальдес (сина Гефеста). Підлітки стикаються під час шкільної екскурсії у Великому Каньйоні зі штормовими духами, раптово звільненими зі столітнього ув'язнення невідомими ворогами. Під час бою Джейсон дізнається, що володіє хорошими бійцівськими навичками і навіть вміє літати. Аннабет Чейз і Бутч, які з'явилися верхом на літаючій колісниці, рятують хлопців і відвозить у табір напівбогів на Лонг-Айленді. Трійця дізнається про своє божественне походження і про битву з титанами в минулому циклі. Однак, як зрозуміла Аннабет, наближається щось гірше війни з титанами: так вона вважає після зникнення її хлопця Персі Джексона. Відразу ж герої отримують завдання врятувати з полону Геру, царицю богів. В ході подорожі Джейсону та його друзям доводиться зіткнутися з новими ворогами, таємничою жінкою, яка в дитинстві з'являлася до Лео та неочіковано воскресла. Після зустрічі з царем перевертнів Лікаоном і Талією, Джейсон дізнається про своє дитинство: про народження в сім'ї популярної кіноактриси і про виховання дружини свого батька. Згодом після порятунку Гери трійця дізнається про майбутні плани підступної Геї-Землі, яка готується прокинутися, що буде означати Судний День для всієї людської раси. Повернувшись в грецький табір, Джейсон повністю згадує своє минуле: він — військовий лідер римського табору напівбогів, куди потрапив ще в ранньому дитинстві після навчання у вовчому клані. Сам же табір знаходиться в окрузі Марін, біля Сан-Франциско, але він настільки віддалений спеціально, щоб обидва табори забули один одного (при зустрічі один з одним, римські і грецькі напівбоги завжди ставляться одне до одного як до ворогів). Для протистояння Землі та армії гігантів обидва табори повинні об'єднатися. Аннабет, Пайпер, Лео та Джейсон повинні знайти римлян і просити у них допомоги. Для цього діти Гефеста повинні побудувати військовий корабель «Арґо ll».

## Головні герої
- Джейсон (Ясон) Ґрейс — 15 років, напівбог, син римського бога Юпітера (Зевса). Молодший брат Талії Грейс
- Пайпер МакЛін — 15 років, напівбогиня, дочка Атродіти (Афродіти)
- Лео Вальдес — 15 років, напівбог, син Гетеста
- Тренер Ґлісон Гедж (в перекладі "Ранку" - Глісон Хедж) - тренер у "Школі Хащ", де навчалися Пайпер та Лео. Сатир-охоронець з Табору Напівкровок
- Аннабет Чейз - напівбогиня, донька богині Атени. Протягом кількох місяців намагається знайти свого зниклого хлопця - Персі Джексона

## Вихід книги
Роман був вперше випущений у США 12 жовтня 2010 року. Ріордан заявив, що він має намір випускати по новій книзі із серії щороку, що б завершити серію в 2014 році.
Після видання книга Зниклий герой стала бестселером Нью-Йорк Таймс й очолювала цей список протягом 14 тижнів.
Книга отримала в основному позитивні і змішані відгуки від критиків і шанувальників.
В Україні книгу було видано у видавництві "Ранок" у 2021 році. Автор перекладу Хмелик С. В.